# 라스아메리카스 국제공항

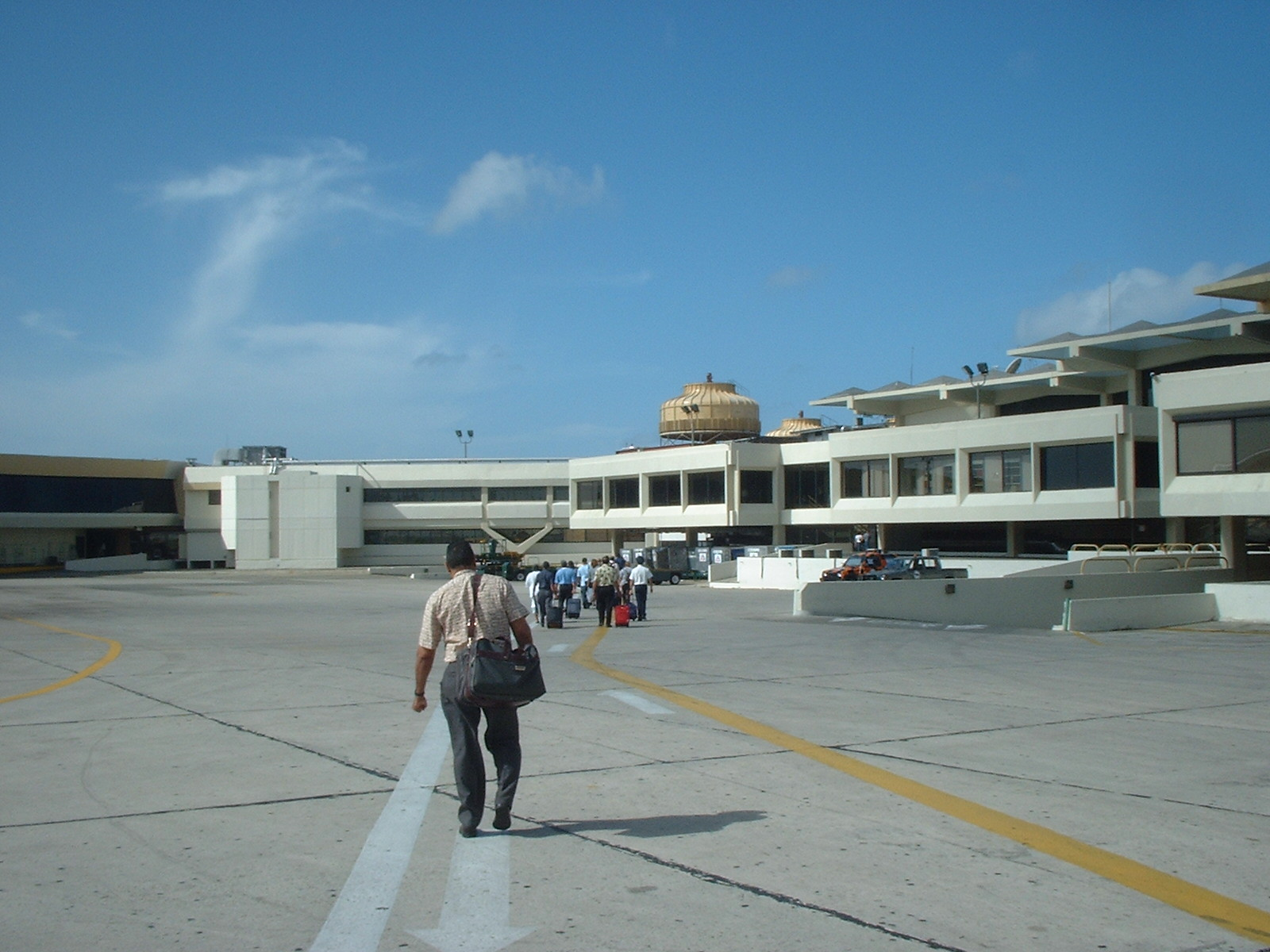

라스아메리카스 국제공항(Las Américas International Airport, IATA: SDQ, ICAO: MDSD)은 도미니카 공화국의 산토도밍고, 보카치카 주변 푼타차우세도에 위치한 국제공항이다. 이 공항은 도미니카 공화국의 민간 기업 Aeropuertos Dominicanos Siglo XXI (AERODOM)이 운영한다.
이 공항은 푼타카나 국제공항에 이어 도미니카 공화국에서 2번째로 분주한 공항이며 카리브해에서 가장 큰 공항 중 하나이다. 2015년에 3,500,000명의 승객이 이용했다.